# Polizeiruf 110: Gefährliche Küsse
Gefährliche Küsse ist ein deutscher Kriminalfilm von Manfred Stelzer aus dem Jahr 1996. Der Fernsehfilm erschien als 181. Folge der Filmreihe Polizeiruf 110.

## Handlung
In der Sperrzone in Tschernobyl erhält Jakob Smiri einen Auftrag, der ihn nach Schwerin führt. Hier beschattet er Silke Kuhlmann, die Frau von Rechtsanwalt Jan Kuhlmann. Er folgt ihr zu ihrem Liebhaber, dem Nacktputzer Karl Saibel. Silke will mit Saibel schlafen, doch weist er sie wegen eines Termins zurück. Silke verlässt ihn und wird kurz darauf von Smiri im Fahrstuhl getötet. Smiri kann ungesehen entkommen und reist in die Ukraine zurück.
Kriminalhauptkommissar Jens Hinrichs sucht eine Ehefrau, wird jedoch vom Treff mit einer Internetbekanntschaft in einem Café direkt zum Tatort gerufen. Da Kellermann von der Mordkommission erkrankt ist, darf Hinrichs mit Kriminalkommissar Groth zusammen seinen ersten Mordfall bearbeiten. Groth ist schon vor ihm da und hat alle Aufgaben erledigt, die Hinrichs eigentlich erst voller Elan angehen will. Hinrichs ist verstimmt, glaubt er doch, dass Groth gegen ihn arbeitet.
Als Täter kommt zunächst nur Karl Saibel infrage, der kurz nach Silkes Verschwinden ebenfalls das Haus verlassen hat, um zu seinem Termin zu gehen. Er gibt an, dass der Fahrstuhl besetzt war, weswegen er die Treppe nahm. Die Spuren am Tatort bestätigen dies. Neben Silkes Fingerabdrücken finden sich auch die einer unbekannten Person. Sonnenblumenkernschalen, die Groth im Treppenhaus fand, weisen deutliche radioaktive Spuren auf. Hinrichs hält einen Auftragsmord für möglich, was Groth in Schwerin vollkommen abwegig erscheint.
Groth hört sich bei seinen früheren Freunden von der sowjetischen Armee um und erhält den Namen Romanoff, der angeblich alles organisieren kann. Auf der Suche nach den Auftraggebern für einen möglichen Mord schauen Hinrichs und Groth bei Witwer Jan Kuhlmann vorbei und sind erstaunt, dass bei ihm bereits eine neue Frau aus Polen als Geliebte lebt. Hinrichs vermutet, dass das organisierte Verbrechen nicht nur für den Mord der Ehefrau zuständig ist, sondern auf Bestellung auch eine neue Frau organisiert. Mit Zustimmung seines Vorgesetzten Dr. Stuber beginnt Hinrichs, verdeckt zu ermitteln.
Hinrichs wendet sich über Mittelsmänner an Romanoff, der ihm ein Treffen in drei Tagen verspricht. In dieser Zeit mietet Dr. Stuber für Hinrichs eine eigene Wohnung an und besorgt ihm eine „Ehefrau“, Kriminologin Anita. Sie soll als Lockvogel dienen und Ziel des Mordanschlags werden. Hinrichs zahlt 15.000 Mark für die Ermordung, verliebt sich während des mehrtägigen Zusammenlebens jedoch tatsächlich ein wenig in Anita, die gut aussieht und gut kochen kann. Akribisch plant er alles, um ihre Sicherheit zu gewährleisten. Sie ist für den Killer als Museumswärterin tätig. Hinrichs lässt das Museum mit Kameras, Mikrofonen und Sicherheitssystemen versehen.
Jakob Smiri wird von Romanoff mit der Tötung Anitas beauftragt. Er folgt ihr zum Museum, wobei Anita auf dem Weg verschiedene Beamte passiert, die als Posten für ihre Sicherheit während des Arbeitswegs zuständig sind. Am Morgen hatte Groths Enkelin Juliane zufällig Hinrichs getroffen, der sie jedoch mied. Sie erzählt ihrem Großvater davon, der zwar in die Geheimaktion eingeweiht ist, jedoch nicht weiß, wo sich Hinrichs aufhält. Er begibt sich zur falschen Wohnung Hinrichs’, wo einer der Posten ihn zum Museum schickt. Vor dem Museum sieht Groth Sonnenblumenkernschalen und weiß, dass der Killer schon im Museum sein muss. Hier ist gerade eine große Touristengruppe eingetroffen. Hinrichs sieht Groth auf den Überwachungskameras und holt ihn zu sich in sein Überwachungszimmer. Groth berichtet, dass der Killer im Haus ist, und beide sehen, wie die Touristen das Museum verlassen. Anita jedoch ist verschwunden und Groth schlussfolgert, dass sie auf der Toilette ist – dem einzigen Ort, den Hinrichs nicht hat präparieren lassen. Beide eilen zur Toilette, wo sie Anita in letzter Sekunde retten können. Jakob Smiri wird festgenommen.
Offiziell vermelden die Zeitungen am nächsten Tag, dass die Museumswärterin Anita ermordet wurde. Durch einen Kontaktmann lässt sich Hinrichs nun potenzielle Ehefrauen-Nachfolgerinnen präsentieren. Jan Kuhlmann wird von den Ermittlern zu einem angeblichen Treffen mit Romanoff bestellt und erscheint, wobei er sich als Auftraggeber des Mordes an seiner Frau zu erkennen gibt. Die Ermittler können zahlreiche Mitglieder der Bande um Romanoff sowie auch Jan festnehmen. Anita wiederum verlässt die Stadt, da ihre Arbeit in Schwerin getan ist. Hinrichs verabschiedet sie schweren Herzens und Groth fragt ihn, warum er eigentlich nicht heirate.

## Produktion

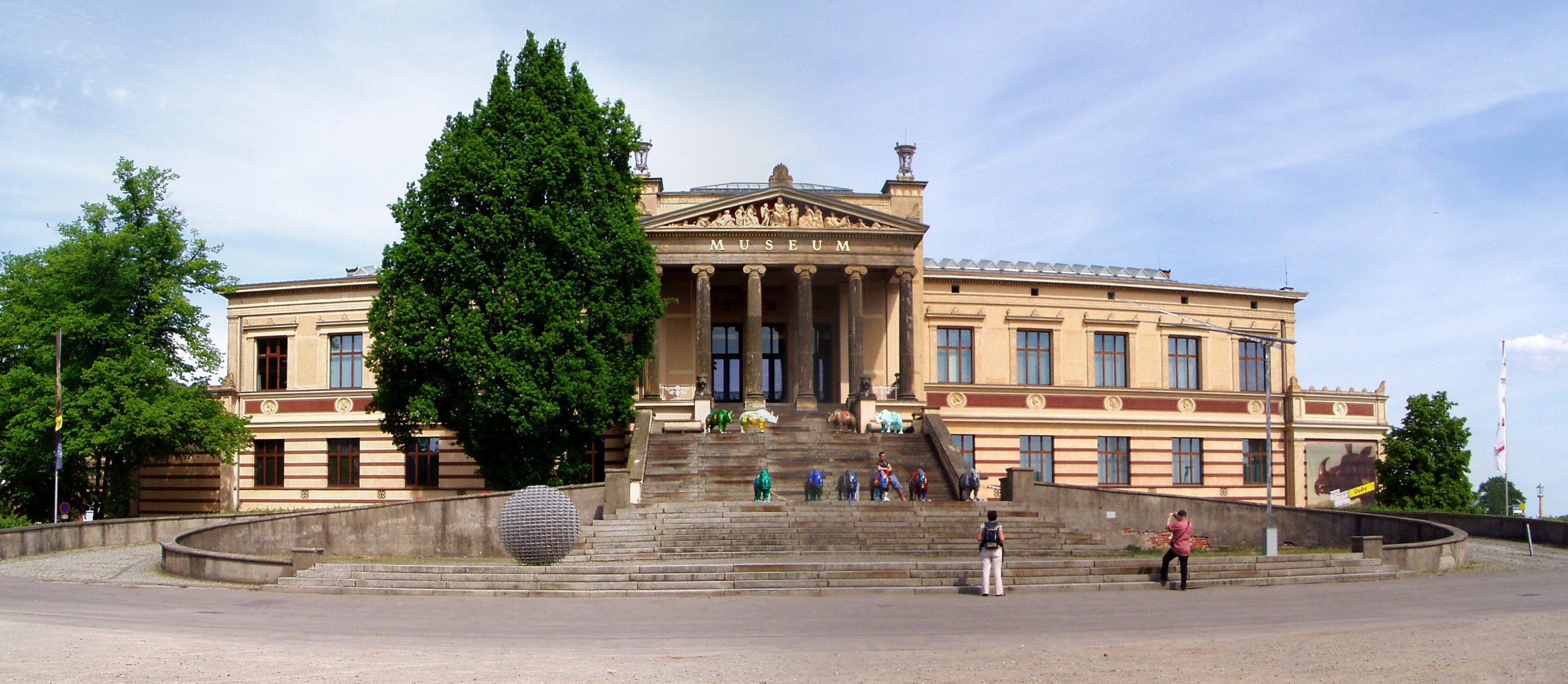
Staatliches Museum Schwerin, ein Drehort des Films

Gefährliche Küsse wurde von September bis Oktober 1995 in der Ukraine, Schwerin sowie Berlin und Umgebung gedreht. Ein Drehort war das Staatliche Museum Schwerin. Die Kostüme des Films schuf Heidi Plätz, die Filmbauten stammen von Peter Bausch. Der Film erlebte am 21. April 1996 auf Das Erste seine Fernsehpremiere und damit zehn Jahre nach der Nuklearkatastrophe von Tschernobyl, die sich am 26. April 1986 ereignete. Die Zuschauerbeteiligung lag bei 22,2 Prozent.
Es war die 181. Folge der Filmreihe Polizeiruf 110. Die Kommissare Hinrichs und Groth ermittelten in ihrem 6. Fall. Anlässlich des Todes von Kurt Böwe änderte der MDR im Juni 2000 sein Programm und strahlte zur Hauptsendezeit Gefährliche Küsse aus.

## Kritik
Auch wenn Mörder und Auftraggeber früh feststanden, haben es die Drehbuchautoren verstanden, „die Spannung immer wieder nachzuladen“, befand die Frankfurter Neue Presse. Die Süddeutsche Zeitung schrieb, dass sich auch der Polizeiruf der „neue[n] Fernsehspieldramaturgie“ unterordnen musste, die forderte, dass „dem nach Sex gierenden weiblichen Opfer richtig scharf in den Hals geschnitten wird. Reichlich Blut muß fließen, damit wir in noch schärferen Erwartungen uns auch den Rest der Geschichte antun“. Regisseur Manfred Stelzer jedoch gelinge es, „das alles geschickt ins Menschelnde [zu retten] – in der Schilderung der kleinen Versagungen und Verbrechen und der provinziellen Atmosphäre ist er ganz außergewöhnlich gut.“
„Fazit des Abends: solides Krimihandwerk, mehr aber auch nicht“, befand die Stuttgarter Zeitung. Für die TV Spielfilm war Gefährliche Küsse hingehen ein „melancholischer bis heiterer Provinz-Krimi“.